# Druk Gyalpo
Druk Gyalpo (dzongkha: འབྲུག་རྒྱལ་པོ་; traslitterato: 'brug rgyal-po; "Re Drago") è il titolo dato al capo di stato del Bhutan. Esso è noto anche col nome di Re del Bhutan secondo il costume occidentale, ma dal momento che il Bhutan stesso, in lingua locale, è noto col nome di Drukyul che si può traslare in "Terra dei Draghi", per questo il re ha anche il nome di Druk Gyalpo ("Re Drago"), e gli stessi bhutanesi si definiscono Drukpa, che significa "popolo drago".
L'attuale regnante del Bhutan è il quinto sovrano ereditario, Jigme Khesar Namgyel Wangchuck, che porta anche il titolo di 5° Druk Gyalpo. Egli indossa la Corona del Corvo che è la corona ufficiale indossata dai monarchi del Bhutan. Egli è indicato più correttamente col titolo di "Mi'wang 'Ngada Rimboche" ("Sua Maestà") e chiamato colloquialmente "'Ngada Rimboche" ("Vostra Maestà").
L'attuale Druk Gyalpo Jigme Khesar Namgyel Wangchuck è il secondo regnante più giovane al mondo. Egli è salito al trono dopo che suo padre Jigme Singye Wangchuck, nel dicembre del 2006, ha abdicato in suo favore.

## Elenco dei Druk Gyalpos
I re draghi ereditari del Bhutan sono:
| Sovrano | Sovrano                        | Regno            | Regno           |
| Sovrano | Sovrano                        | Inizio           | Fine            |
| ------- | ------------------------------ | ---------------- | --------------- |
|         | Ugyen Wangchuck                | 17 dicembre 1907 | 21 agosto 1926  |
|         | Jigme Wangchuck                | 21 agosto 1926   | 24 marzo 1952   |
|         | Jigme Dorji Wangchuck          | 24 marzo 1952    | 21 luglio 1972  |
|         | Jigme Singye Wangchuck         | 21 luglio 1972   | 9 dicembre 2006 |
|         | Jigme Khesar Namgyel Wangchuck | 9 dicembre 2006  | in carica       |